# Хайко (Западная Виргиния)
Хайко (англ. Hico, [ˈhaɪˌkou]) — статистически обособленная местность в округе Фейетт, штат Западная Виргиния (США). По данным переписи за 2020 год число жителей города составляло 239 человек.
Название города произошло от сорта табака hico или от исчезнувшего города в Виргинии Hyco.

## Географическое положение
По данным Бюро переписи населения США местность имеет общую площадь в 13,00 км² (12,98 км² — суша, 0,03 км² — вода). Она находится на пересечении дорог  US 19 (англ. US Highway 19) и  US 60 (англ. US Highway 60)

### Климат
По классификации климатов Кёппена климат Хайко относится к субтропическому муссонному (Cfa). Климат города характеризуется относительно высокими температурами и равномерным распределением осадков в течение года. Летом он находится под влиянием влажного, морского воздуха с океана. Лето обычно является более влажным, чем зима. Средняя температура в году — 10,9 °C, самый тёплый месяц — июль (средняя температура 22,5 °C), самый холодный — январь (средняя температура −0,1 °C). Среднее количество осадков в году 1122,7 мм.

## Население
По данным переписи 2010 года население Хайко составляло 272 человек (из них 50,0 % мужчин и 50,0 % женщин), в городе было 114 домашних хозяйств и 83 семей. На территории местности были расположены 131 построек со средней плотностью 10,0 построек на один квадратный километр суши. Расовый состав: белые — 98,9 %, коренные американцы — 1,1 %.
Население местности по возрастному диапазону по данным переписи 2010 года распределилось следующим образом: 15,8 % — жители младше 18 лет, 3,7 % — между 18 и 21 годами, 62,5 % — от 21 до 65 лет и 18,0 % — в возрасте 65 лет и старше. Средний возраст населения — 48,8 лет. На каждые 100 женщин в Хайко приходилось 100,0 мужчин, при этом на 100 совершеннолетних женщин приходилось уже 94,1 мужчин сопоставимого возраста.
Из 114 домашних хозяйств 72,8 % представляли собой семьи: 58,8 % совместно проживающих супружеских пар (11,4 % с детьми младше 18 лет); 11,4 % — женщины, проживающие без мужей и 2,6 % — мужчины, проживающие без жён. 27,2 % не имели семьи. В среднем домашнее хозяйство ведут 2,39 человека, а средний размер семьи — 2,75 человека. В одиночестве проживали 20,2 % населения, 6,2 % составляли одинокие пожилые люди (старше 65 лет).
В 2014 году из 117 человек старше 16 лет имели работу 71. В 2014 году медианный доход на домашнее хозяйство оценивался в 81 136 $. Доход на душу населения — 42 767 $ в год.